# 龙江纹胸鮡
龙江纹胸鮡（学名：Glyptothorax longjiangensis）为輻鰭魚綱鯰形目鮡科纹胸鮡属的鱼类。在中国，分布于盈江、属伊洛瓦底江水系等，體長可達10.8公分，棲息在底中層水域，生活習性不明。该物种的模式产地在云南腾冲。